# MUDA Atheneum voor Podiumkunsten
Het MUDA Atheneum voor Podiumkunsten is een kunsthumaniora in Evergem, een gemeente in Oost-Vlaanderen aan de rand van Gent. Er zijn twee studierichtingen in de tweede en derde graad, dans en muziek, met een wijd aanbod aan muziekinstrumenten en verschillende dansstijlen. Er wordt tevens een eerste graad ASO georganiseerd, met toevoeging Latijn, wetenschappen, muziek of dans. Deze eerste graad wordt tegen 2015 uitgebreid naar een volledige ASO-opleiding, onder de naam Einstein Atheneum. De school biedt een basis om later hoger onderwijs te volgen aan een conservatorium.
De school organiseert regelmatig optredens. Zo opende de school in het schooljaar 2010-2011 MUDA'Z, het cultuurcafé van de school waar leerlingen en leerkrachten concertjes of try-outs kunnen geven.
Voor 2010 bevond de school zich in Gent. Omdat sinds het schooljaar 2007-2008 het leerlingenaantal van de school fors begon te stijgen, werd de situatie na verloop van tijd onhoudbaar in het kleine schoolgebouw te midden van het historische centrum van Gent. Op 1 augustus 2010 verhuisde de school naar haar nieuwe plaats in Evergem.
Het MUDA is een van de vijf kunsthumaniora's voor podiumkunsten in België. De andere vier zijn Dé! Kunsthumaniora in Antwerpen, Kunsthumaniora Brussel, Kindsheid Jesu in Hasselt en het Lemmensinstituut in Leuven.

## Directeurs
- Lincy Van Twembeke (2018 tot 2020)
- Koen Bollie (2020 tot heden)

### Voor 2018

#### Artistiek
- Marcel Ketels (tot 2005-2006), voormalige blokfluitleerkracht
- Jan Van Vaek (2005-2006 tot 2006-2007), interim
- Wim Lasoen (2007-2008 tot 2017-2018), voormalige samenspelleerkracht en slagwerkleerkracht

#### Pedagogisch
- Rita Laureys (tot 2012-2013)
- Albrecht Terryn (2012-2013 tot 2017-2018)